# CAMS 55
CAMS 55, fransk flygbåt avsedd för spaning tillverkad under 1930-talet.
CAMS 55 är ett resultat av sammanslagningen av transportflygplanet CAMS 53 med spaningsplanen CAMS 51 och CAMS 54GR. Efter lyckade test med de fem prototyperna tillverkades 107 stycken plan. Några deltog i andra världskriget men de skrotades efter Frankrikes nederlag.

## Varianter
- CAMS 55.1
- CAMS 55.2
- CAMS 55.10
- CAMS 55.10 Col